# Meldepflichtige Krankheit
Bei meldepflichtigen Krankheiten bzw. anzeigepflichtigen Krankheiten handelt es sich um bestimmte übertragbare Infektionen des Menschen, die einer Meldepflicht bzw. Anzeigepflicht unterliegen und somit öffentlichen Behörden gemeldet werden müssen. Das bedeutet, dass Erregernachweis, Infektionsverdacht, Erkrankung oder Tod durch die im Gesetz genannten Krankheiten an das Gesundheitsamt, den Kantonsarzt oder die Bezirksverwaltungsbehörde bzw. auch an übergeordnete Gesundheitsbehörden gemeldet werden müssen. Also gibt es strenggenommen auch meldepflichtige bzw. anzeigepflichtige Erreger, für die der Nachweis/Laborbefund eine Meldepflicht bzw. Anzeigepflicht auslöst.
Für die Verhütung und Bekämpfung übertragbarer Krankheiten sind Kenntnisse über das Vorkommen der Krankheiten Voraussetzung. Hierbei sind behandelnde Ärzte und die mit der Diagnostik beauftragten Labore wichtige Quellen. Die Auswahl der Erkrankungen wird bestimmt durch die Gefährlichkeit der Krankheit (Schwere, Häufigkeit eines tödlichen Ausgangs und Gefahr der Verbreitung), der Notwendigkeit behördlicher Reaktionen sowie hinweisgebend für Hygienemängel. Zur Meldung verpflichtet sind feststellender Arzt und Leitung von Laboratorien, in bestimmten Fällen aber beispielsweise auch Angehörige anderer Heil- oder Pflegeberufe oder Leiter von Pflegeeinrichtungen, Justizvollzugsanstalten, Heimen, Lagern und ähnlichen Einrichtungen.

## Deutschland
Die Meldewege sind im 3. Abschnitt des Infektionsschutzgesetzes (IfSG) Deutschlands beschrieben.
Die Meldung erfolgt:
- namentlich (mit Namen und Vornamen) mit Daten nach § 9 IfSG (zunächst) an das Gesundheitsamt
- nichtnamentlich (ohne Namen der betroffenen Person) mit Daten nach § 10 IfSG (an das Gesundheitsamt oder direkt an das Robert Koch-Institut)

Sowohl namentliche als auch nichtnamentliche Meldungen müssen unverzüglich erfolgen, spätestens aber nach 24 Stunden vorliegen.
Es wird zwischen Krankheiten und Erregern unterschieden. Wer melden muss, richtet sich danach, was gemeldet wird:
- Meldepflichtige Krankheiten sind in § 6 IfSG verzeichnet. Für Krankheiten besteht in der Regel eine Meldepflicht für den „feststellenden“ Arzt.
- Meldepflichtige Erreger sind in § 7 IfSG verzeichnet. Eine Meldepflicht für deren Nachweis besteht in der Regel durch die Leitung des Labors.

Auffangtatbestände für nicht ausdrücklich genannte Krankheiten und Nachweise von nicht ausdrücklich genannten Erregern stehen in § 6 Absatz 1 Satz 1 Nummer 5 IfSG und § 7 Absatz 2 Satz 1 IfSG. Die Zahl der meldepflichtigen Erreger ist dabei erheblich höher als die der (schon vorher) meldepflichtigen Krankheitsbilder. Dies ist zum einen darin begründet, dass bei den Krankheiten auch Sammelbegriffe verwendet werden, zum anderen sind Krankheiten aber oft im Grunde erst mit dem labordiagnostischen Nachweis sicher feststellbar.
Mit den zur Meldung verpflichteten Personen (Meldepflichtigen) beschäftigt sich § 8 IfSG. Neben dem feststellenden Arzt und den Leitungen der Labore/Medizinaluntersuchungsämtern sind es auch Ärzte in Leitungspositionen bzw. der behandelnde Arzt. Aber auch Leitungen von Pathologien, Heilpraktiker und bei Tollwut und deren Erregern auch Tierärzte.
Mit der Weiterleitung der Daten vom Gesundheitsamt an die zuständige Landesbehörde und dann an das Robert Koch-Institut befasst sich § 11 IfSG (Übermittlung an die zuständige Landesbehörde und an das Robert Koch-Institut).
Aufgrund der Ermächtigung nach § 15 Absatz 1 und 2 IfSG kann das Bundesministerium für Gesundheit zu Anpassung der Meldepflicht an die epidemische Lage per Rechtsverordnung die Meldepflichten nach §§ 6 und 7 IfSG zu ändern, insbesondere zu ergänzen. Hiervon hatte der Bund mit der Verordnung über die Ausdehnung der Meldepflicht nach § 6 Absatz 1 Satz 1 Nummer 1 und § 7 Absatz 1 Satz 1 des Infektionsschutzgesetzes auf Infektionen mit dem erstmals im Dezember 2019 in Wuhan/Volksrepublik China aufgetretenen neuartigen Coronavirus („2019-nCoV“) Gebrauch gemacht.
Soweit der Bund dies nicht getan hat, können nach § 15 Absatz 3 die Bundesländer die Pflichten ergänzen.
Mit Aufenthaltsverboten in Gemeinschaftseinrichtungen (z. B. Kindertagesstätten) für Erkrankte und Ausscheider sowie mit der Meldepflicht bzw. Benachrichtigungspflicht durch die Leitungen dieser Einrichtungen beschäftigt sich § 34 IfSG.

### § 6 IfSG Meldepflichtige Krankheiten
Für die Aufnahme in den Katalog der meldepflichtigen Krankheiten war ausschlaggebend, wie gefährlich eine Erkrankung ist, ob die Gesundheitsbehörden sofort reagieren sollten und wieweit die Krankheit als Indikator für Hygienemängel anzusehen ist.
Nach § 6 IfSG bestehen für die in § 8 IfSG genannten Personen (insbesondere die feststellenden Ärzte) folgende Pflichten:

#### Namentlich zu melden

##### Krankheitsverdacht, Erkrankung und Tod
- Botulismus
- Cholera
- Coronavirus-Krankheit-2019 (COVID-19)
- Diphtherie
- humane spongiforme Enzephalopathie, außer familiär-hereditärer Formen. Siehe Creutzfeldt-Jakob-Krankheit und andere Formen von Transmissible spongiforme Enzephalopathie
- akute Virushepatitis
- enteropathisches hämolytisch-urämisches Syndrom (HUS)
- virusbedingtes hämorrhagisches Fieber
- Keuchhusten (Pertussis)
- Masern
- Meningokokken-Meningitis oder -Sepsis
- Milzbrand
- Mumps
- durch Orthopockenviren verursachte Krankheiten (vgl. Pocken, Mpox)
- Paratyphus
- Pest
- Poliomyelitis (der frühere Klammerzusatz ist entfallen)[4]
- Röteln einschließlich Rötelnembryopathie
- Tollwut
- Typhus abdominalis
- Windpocken
- zoonotische Influenza

##### Erkrankung und Tod (tw. Behandlungsabbruch)
- behandlungsbedürftige Tuberkulose, auch wenn ein bakteriologischer Nachweis nicht vorliegt (§ 6 Absatz 1 Satz 1 Nummer 1a Buchstabe a IfSG). Dem Gesundheitsamt ist darüber hinaus zu melden, „wenn Personen, die an einer behandlungsbedürftigen Lungentuberkulose erkrankt sind, eine Behandlung verweigern oder abbrechen“ (§ 6 Absatz 1 Satz 2 IfSG).
- Clostridioides-difficile-Infektion mit klinisch schwerem Verlauf (klinisch schwerer Verlauf wird in den Doppelbuchstaben zu § 6 Absatz 1 Satz 1 Nummer 1a Buchstabe a IfSG definiert)
- an einer subakuten sklerosierenden Panenzephalitis (SSPE) infolge einer Maserninfektion. (§ 6 Absatz 2 Satz 1 IfSG) Diese Meldung hat gemäß § 8 IfSG Absatz 1 Nummer 1, § 9 IfSG Absatz 1 und 3 Satz 1 oder 3 zu erfolgen.

##### Krankheitsverdacht und Erkrankung
- mikrobiell bedingte Lebensmittelvergiftung oder akute infektiöse Gastroenteritis
  - wenn eine Person betroffen ist, die eine Tätigkeit in lebensmittelverarbeitenden Betrieben, Küchen etc. ausübt
  - zwei[5] oder mehr gleichartige Erkrankungen auftreten, bei denen ein epidemischer Zusammenhang[6] wahrscheinlich ist oder vermutet wird. Ein solcher epidemischer Zusammenhang besteht, „wenn sich aus den Gesamtumständen schließen lässt, dass das Auftreten von gleichen Krankheitsbildern bei verschiedenen Patienten miteinander in Verbindung steht“[7] oder entsprechend, wenn medizinisch die verschiedenen Fälle eine gemeinsame mögliche Ursache haben können[8].

##### Verdacht
- einer über das übliche Ausmaß einer Impfreaktion hinausgehenden gesundheitlichen Schädigung.

Nach § 2 Nr. 11 Infektionsschutzgesetz ist ein Impfschaden „die gesundheitliche und wirtschaftliche Folge einer über das übliche Ausmaß einer Impfreaktion hinausgehenden gesundheitlichen Schädigung durch die Schutzimpfung; ein Impfschaden liegt auch vor, wenn mit vermehrungsfähigen Erregern geimpft wurde und eine andere als die geimpfte Person geschädigt wurde“.

##### Verletzung eines Menschen/Berührung eines Tieres
- Verletzung durch ein Tollwut-krankes, -verdächtiges oder -ansteckungsverdächtiges Tier sowie die Berührung eines solchen Tieres oder Tierkörpers. (§ 6 Absatz 1 Nummer 4 IfSG)

#### Nichtnamentlich zu melden
- Auftreten von zwei oder mehr nosokomialen Infektionen, bei denen ein epidemischer Zusammenhang wahrscheinlich ist oder vermutet wird. (§ 6 Absatz 3 IfSG) Ein solcher epidemischer Zusammenhang besteht, „wenn sich aus den Gesamtumständen schließen lässt, dass das Auftreten von gleichen Krankheitsbildern bei verschiedenen Patienten miteinander in Verbindung steht“[7] oder entsprechend, wenn medizinisch die verschiedenen Fälle eine gemeinsame mögliche Ursache haben können[8].

Dies kann also beispielsweise in Krankenhäusern, Pflegeeinrichtungen oder Arztpraxen erfolgen.
Eine nosokomiale Infektion wird in § 2 Nummer 8 IfSG definiert als „eine Infektion mit lokalen oder systemischen Infektionszeichen als Reaktion auf das Vorhandensein von Erregern oder ihrer Toxine, die im zeitlichen Zusammenhang mit einer stationären oder einer ambulanten medizinischen Maßnahme steht, soweit die Infektion nicht bereits vorher bestand“. Wie die Meldung in diesem Fall zu erfolgen hat, ergibt sich aus Satz § 6 Absatz 3 in Verbindung mit § 8 Absatz 1 Nummer 1, 3 oder 5, § 10 Absatz 1 InfSG.

#### Auffangtatbestand für nicht benannte Krankheiten
Nach der dem Auffangtatbestand des § 6 Absatz 1 Satz 1 Nummer 5 IfSG besteht eine namentliche Meldepflicht für „der Verdacht einer Erkrankung, die Erkrankung sowie der Tod, in Bezug auf eine bedrohliche übertragbare Krankheit, die nicht bereits nach den Nummern 1 bis 4 meldepflichtig ist“. Eine bedrohliche übertragbare Krankheit wird im Gesetz definiert als „eine übertragbare Krankheit, die auf Grund klinisch schwerer Verlaufsformen oder ihrer Ausbreitungsweise eine schwerwiegende Gefahr für die Allgemeinheit verursachen kann“ (§ 2 Nr. 3a IfSG). Eine übertragbare Krankheit ist „eine durch Krankheitserreger oder deren toxische Produkte, die unmittelbar oder mittelbar auf den Menschen übertragen werden, verursachte Krankheit“ (§ 2 Nr. 3 IfSG).

### § 7 IfSG Meldepflichtige Nachweise von Krankheitserregern
Meldepflichtige Nachweise sind nach bestimmten Begründungen kategorisiert. Die namentliche Meldepflicht beschränkt sich dabei auf diejenigen Krankheitserreger, bei denen ein sofortiges Eingreifen oder eine sofortige Entwarnung des Gesundheitsamtes geboten ist.
Nach § 7 IfSG bestehen für die in § 8 IfSG genannten Personen (insbesondere Laborleitungen) folgenden Pflichten:

#### Namentlich zu melden
Den direkten oder indirekten Nachweis von Krankheitserregern bei akuter Infektion (soweit nicht anders geschrieben) mit
- Adenoviren – Meldepflicht nur für den direkten Nachweis im Augenabstrich (siehe auch Humane Adenoviren)
- Bacillus anthracis (Erreger des Milzbrandes)
- Bordetella pertussis (Erreger des Keuchhustens), Bordetella parapertussis
- humanpathogene Bornaviren (z. B. Borna Disease Virus 1 (BoDV-1)) – Meldepflicht nur für den direkten Nachweis
- Borrelia recurrentis (Erreger des Läuserückfallfiebers)
- Brucella – alle Spezies (Erreger der Brucellose)
- Campylobacter – alle darmpathogenen Spezies
- Candida auris – Meldepflicht nur für den direkten Nachweis aus Blut oder anderen normalerweise sterilen Substraten
- Chikungunya-Virus (Erreger des Chikungunyafiebers)
- Chlamydophila psittaci („Chlamydia psittaci“, Erreger der Ornithose aus der Familie der Chlamydien)
- Clostridium botulinum oder Botulinumtoxinnachweis (Erreger des Botulismus)
- jedes toxinbildende Corynebacterium (einschließlich Corynebacterium diphtheriae, Erreger der Diphtherie)
- Coxiella burnetii (Erreger des Q-Fiebers)
- Severe-Acute-Respiratory-Syndrome-Coronavirus (SARS-CoV, Erreger von SARS)
- Severe-Acute-Respiratory-Syndrome-Coronavirus-2 (SARS-CoV-2, Erreger von COVID-19)
- humanpathogene Cryptosporidium sp. (siehe Kryptosporidien)
- Dengue-Virus (Erreger des Denguefiebers)
- Ebolavirus (Erreger der Ebola)
- enterohämorrhagische Escherichia coli-Stämme (EHEC)
- Escherichia coli, sonstige darmpathogene Stämme
- Francisella tularensis (Erreger der Tularämie)
- FSME-Virus (Erreger der Frühsommer-Meningoenzephalitis)
- Gelbfiebervirus (Erreger des Gelbfiebers)
- Giardia lamblia (Erreger der Giardiasis)
- Haemophilus influenzae
- Hantaviren (Erreger einer hämorrhagischen Fiebererkrankung)
- Hepatitis-A-Virus
- Hepatitis-B-Virus – Meldepflicht für alle Nachweise
- Hepatitis-C-Virus – Meldepflicht für alle Nachweise
- Hepatitis-D-Virus – Meldepflicht für alle Nachweise
- Hepatitis-E-Virus
- Influenzaviren – Meldepflicht nur für den direkten Nachweis (Erreger der Grippe)
- Lassavirus (Erreger des Lassafiebers)
- Legionella – alle Spezies (u. a. Erreger der Legionärskrankheit)
- humanpathogene Leptospira sp. (Erreger der Leptospirose)
- Listeria monocytogenes (Erreger der Listeriose), Meldepflicht nur für den direkten Nachweis aus Blut, Liquor cerebrospinalis oder anderen normalerweise sterilen Substraten sowie aus Abstrichen von Neugeborenen
- Marburgvirus (Erreger des Marburgfiebers)
- Masernvirus (Erreger der Masern)
- MERS-CoV (Erreger der Erkrankung Middle East respiratory syndrome)
- Mumpsvirus (Erreger von Mumps)
- Mycobacterium leprae (Erreger der Lepra)
- Mycobacterium tuberculosis/Mycobacterium africanum und Mycobacterium bovis (Meldepflicht für den direkten Erregernachweis sowie nachfolgend für das Ergebnis der Resistenzbestimmung; vorab auch für den Nachweis säurefester Stäbchen im Sputum)
- Neisseria meningitidis (Meldepflicht nur für den direkten Nachweis aus Liquor cerebrospinalis, Blut, hämorrhagischen Hautinfiltraten oder anderen normalerweise sterilen Substraten)
- Norovirus (vgl. Humane Noroviren)
- Orthopockenviren
- Plasmodium – alle Spezies (Erreger der Malaria)
- Poliovirus (Erreger der Kinderlähmung)
- Rabiesvirus (Erreger der Tollwut)
- Respiratorische Synzytial Viren
- Rickettsia prowazekii (Erreger des Fleckfiebers) [vgl. Rickettsien]
- Rotavirus (siehe Humane Rotaviren)
- Rubellavirus (Erreger der Röteln)
- Salmonella paratyphi (Erreger des Paratyphus) – Meldepflicht für alle direkten Nachweise
- Salmonella typhi (Erreger des Typhus) – Meldepflicht für alle direkten Nachweise
- sonstige Salmonellen (Erreger von Salmonellosen)
- Shigella alle Spezies (Erreger der Shigellenruhr)
- Streptococcus pneumoniae – Meldepflicht nur für den direkten Nachweis aus Liquor, Blut, Gelenkpunktat oder anderen normalerweise sterilen Substraten
- Staphylococcus aureus, Methicillin-resistente Stämme (siehe unten)
- Trichinella spiralis (Erreger der Trichinellose [auch Trichinose] oder Trichininenkrankheit)
- Varizella-Zoster-Virus (Erreger der Windpocken sowie als Zweiterkrankung des Herpes Zoster [Gürtelrose])
- Vibrio spp., humanpathogen; soweit ausschließlich eine Ohrinfektion vorliegt, nur bei Vibrio cholerae (Erreger der Cholera)
- West-Nil-Virus (Erreger des West-Nil-Fiebers)
- Yersinia pestis (Erreger der Pest)
- Yersinia spp., darmpathogen
- Zika-Virus und sonstige Arboviren
- andere Erreger des hämorrhagischen Fiebers

Den direkten Nachweis folgender Krankheitserreger (§ 7 Abs. 1 Nr. 52 IfSG):
- Staphylococcus aureus, Methicillin-resistente Stämme (MRSA) – Meldepflicht nur für den Nachweis aus Blut oder Liquor
- Enterobacterales bei Nachweis einer Carbapenemase-Determinante (vgl. Carbapeneme) oder mit verminderter Empfindlichkeit gegenüber Carbapenemen außer bei natürlicher Resistenz; Meldepflicht nur bei Infektion oder Kolonisation
- Acinetobacter spp. bei Nachweis einer Carbapenemase-Determinante oder mit verminderter Empfindlichkeit gegenüber Carbapenemen außer bei natürlicher Resistenz; Meldepflicht nur bei Infektion oder Kolonisation.

Die Meldung aller oben genannten Erreger hat gemäß § 8 Absatz 1 Nummer 2, 3, 4 oder Absatz 4, § 9 Absatz 1, 2, 3 Satz 1 oder 3 IfSG zu erfolgen. In § 8 IfSG geht es dabei um die zur Meldung verpflichteten Personen (also die Meldepflichtigen). Anhand von § 9 IfSG (Namentliche Meldung) bestimmt man, welche Daten alle bei einer namentlichen Meldung zu übermitteln sind bzw. übermittelt werden dürfen.

#### Nichtnamentlich zu melden
Direkter oder indirekter Nachweis von Krankheitserregern
- Treponema pallidum (Erreger der Syphilis)
- HIV (Erreger von AIDS)
- Echinococcus – alle Spezies (u. a. Fuchsbandwurm und Hundebandwurm)
- Toxoplasma gondii (Erreger der Toxoplasmose) – Meldepflicht nur bei Neugeboreneninfektionen.
- Neisseria gonorrhoeae (Erreger der Gonorrhö/Tripper)
- Chlamydia trachomatis, sofern es sich um einen der Serotypen L1 bis L3 handelt
- Severe-Acute-Respiratory-Syndrome-Coronavirus (SARS-CoV)
- Severe-Acute-Respiratory-Syndrome-Coronavirus-2 (SARS-CoV-2)

#### Auffangtatbestand für nicht benannte Erreger
Nach der Generalklausel bzw. dem Auffangtatbestand des § 7 Absatz 2 IfSG sind ebenfalls namentlich „in Bezug auf Infektionen und Kolonisationen Nachweise von in dieser Vorschrift nicht genannten Krankheitserregern zu melden, wenn unter Berücksichtigung der Art der Krankheitserreger und der Häufigkeit ihres Nachweises Hinweise auf eine schwerwiegende Gefahr für die Allgemeinheit bestehen.“ Meldepflicht und Art und Weise der Meldung folgen dabei „§ 8 Absatz 1 Nummer 2, 3 oder Absatz 4, § 9 Absatz 2, 3 Satz 1 oder 3“.

### Rechtsverordnungen des Bundes nach § 15 Abs. 1 und 2 IfSG
In § 15 Absatz 1 und 2 IfSG wird dem Bundesministerium für Gesundheit die Möglichkeit eingeräumt, per Rechtsverordnung die Meldepflichten nach §§ 6 und 7 IfSG zu ändern, insbesondere zu ergänzen.
Hiervon hatte der Bund mit der Verordnung über die Ausdehnung der Meldepflicht nach § 6 Absatz 1 Satz 1 Nummer 1 und § 7 Absatz 1 Satz 1 des Infektionsschutzgesetzes auf Infektionen mit dem erstmals im Dezember 2019 in Wuhan/Volksrepublik China aufgetretenen neuartigen Coronavirus („2019-nCoV“) Gebrauch gemacht. Durch das Zweite Gesetz zum Schutz der Bevölkerung bei einer epidemischen Lage von nationaler Tragweite wurden diese Verordnung mit Wirkung zum 23. Mai 2020 aufgehoben und die entsprechenden Meldepflichten weitgehend in das Infektionsschutzgesetz aufgenommen (insbesondere als § 6 Abs. 1 Nr. 1 lit. t, § 7 Abs. 1 Nr. 44a und § 7 Abs. 4 Nr. 1 IfSG).
Ein früheres Beispiel war die Verordnung des Bundesgesundheitsministeriums vom 18. März 2016 (IfSG-Meldepflicht-Anpassungsverordnung), mit der aufgrund § 15 IfSG der Kreis der meldepflichtigen Krankheiten und Krankheitserreger nach §§ 6, 7 IfSG ausgeweitet wurde.
Die Meldepflichten aus dieser Verordnung wurden durch das Masernschutzgesetz in das IfSG integriert und die IfSG-Meldepflicht-Anpassungsverordnung aufgehoben.

### Rechtsverordnungen und Gesetze der Länder nach § 15 Abs. 3 IfSG
Den Bundesländern wird in § 15 Absatz 3 IfSG unter bestimmten Voraussetzungen das Recht eingeräumt, die Listen der Erkrankungen (§ 6 IfSG) bzw. Erregern (§ 7 IfSG) zu ergänzen. Hiervon haben wenigstens die folgenden Länder Gebrauch gemacht: Bayern, Berlin, Brandenburg, Mecklenburg-Vorpommern, Rheinland-Pfalz, das Saarland, Sachsen, Sachsen-Anhalt und Thüringen. Teilweise sind diese Meldepflichten aber unwirksam, soweit schon gleiche oder umfangreichere Meldepflichten nach Bundesrecht existieren (siehe § 15 Abs. 3 IfSG, Art. 31 Grundgesetz: Bundesrecht bricht Landesrecht). Hinzuweisen ist aber insbesondere auf landesgesetzliche Meldepflichten für Borreliosen bzw. der Nachweise für Borrelia burgdorferi.

#### Bayern
In Bayern besteht nach § 5 der Verordnung über die staatliche Gesundheitsverwaltung und den öffentlichen Gesundheitsschutz für Ärzte eine nichtnamentliche Meldepflicht hinsichtlich der
Erkrankung und des Todes an
- einer Borreliose in Form eines Erythema migrans
- einer akuten Neuroborreliose und
- einer akuten Lyme-Arthritis.

#### Berlin
In Berlin besteht nach der Verordnung über die Ausdehnung der Meldepflicht für Krankheiten und Krankheitserreger nach dem Infektionsschutzgesetz eine namentliche Meldepflicht über die in § 6 IfSG aufgeführten Krankheiten hinaus für die Erkrankung oder den Tod an
- Lyme-Borreliose.

Zudem besteht in Berlin auch über § 7 IfSG hinaus die namentliche Meldepflicht für den direkten und indirekten Nachweis des/der Krankheitserreger[s]
- Borrelia burgdorferi sensu lato, soweit der Nachweis auf eine akute Infektion hinweist.

#### Brandenburg
In Brandenburg ist nach der Verordnung über die Erweiterung der Meldepflicht für Infektionskrankheiten 
namentlich meldepflichtig die Erkrankung und der Tod an
- Borreliose
- Mumps
- Pertussis
- Röteln sowie
- Varizellen und Herpes Zoster

sowie ebenfalls namentlich meldepflichtig der direkte oder indirekte Nachweis von
- Borrelia burgdorferi sp.,
- Mumpsvirus,
- Bordetella pertussis
- Streptococcus pneumoniae („Für den Krankheitserreger Streptococcus pneumoniae bezieht sich die Meldepflicht auf die Erregerisolierung durch kulturellen Nachweis sowie auf den Antigen-Nachweis aus Blut, Liquor oder anderen normalerweise sterilen Substraten“),
- Rubellavirus und
- Varicella-Zoster-Virus

soweit die Nachweise auf eine akute Infektion hinweisen.

#### Mecklenburg-Vorpommern
In Mecklenburg-Vorpommern besteht nach dem Gesetz zur Ausführung des Infektionsschutzgesetzes die
- Pflicht zur namentlichen Meldung für den direkten oder indirekten Nachweis von
  - Entamoeba histolytica und die

- Pflicht zur nichtnamentlichen Meldung bezüglich von
  - Erkrankung und Tod an Borreliose,
  - direkter oder indirekter Nachweis von Borrelia burgdorferi,
  - Erkrankung und Tod an Tetanus,
  - direkter oder indirekter Nachweis von Clostridium tetani.

#### Rheinland-Pfalz
In Rheinland-Pfalz besteht nach der Landesverordnung über die Erweiterung der Meldepflicht für übertragbare Krankheiten eine unverzügliche nichtnamentliche Meldepflicht für
die Erkrankung an und der Tod durch Borreliose in Form
- eines Erythema migrans,
- akuter Neuroborreliose oder
- akuter Lyme-Arthritis.

#### Saarland
Nach dem Recht des Saarlands besteht gemäß der Verordnung über die Erweiterung der Meldepflicht für übertragbare Krankheiten (MPflVO) die unverzügliche nichtnamentliche Meldepflicht bezüglich
Erkrankung an und der Tod durch Borreliose in Form
- eines Erythema migrans,
- akuter Neuroborreliose oder
- akuter Lyme-Arthritis.

#### Sachsen
Nach dem Recht Sachsens bestehen gemäß der Sächsischen Infektionsschutz-Meldeverordnung äußerst umfangreiche Meldepflichten. Diese beziehen sich unter anderem auf Borreliose und Borrelia burgdorferi species, aber beispielsweise auch auf Tetanus. Darüber hinaus ist der Tod infolge jeder in § 6 IfSG genannten Krankheiten zu melden (§ 1 Abs. 2 der soeben genannten Verordnung, soweit in § 1 Abs. 1 nicht abweichend geregelt).
Im Einzelnen gilt:

##### Namentliche Meldepflicht bezüglich Erkrankung und Tod
„Über § 6 Abs. 1 Satz 1 IfSG hinaus sind dem zuständigen Gesundheitsamt namentlich zu melden die Erkrankung sowie der Tod an“
- angeborener
  - Cytomegalie
  - Listeriose
  - Syphilis
  - Toxoplasmose

- Fetalem Varizellensyndrom
- Borreliose
- Brucellose
- Clostridioides-difficile-Infektion mit toxinbildenden Stämmen
- Echinokokkose
- Gasbrand
- Herpes zoster
- Influenza
- Legionellose
- Lepra
- Leptospirose
- Listeriose
- Ornithose
- Q-Fieber
- Rückfallfieber
- Shigellose
- Skabies
- Tetanus
- Toxoplasmose
- Trichinose
- Tularämie

##### Ausdehnung der Meldepflicht auf andere Krankheitserreger (namentlich)
„Über § 7 Absatz 1 Satz 1 des Infektionsschutzgesetzes hinaus ist bei folgenden Krankheitserregern, soweit nichts anderes bestimmt ist, der direkte oder indirekte Nachweis dem zuständigen Gesundheitsamt namentlich zu melden, soweit der Nachweis auf eine akute Infektion hinweist:“
- Adenovirus
- Astrovirus [vgl. Mamastrovirus]
- Borrelia burgdorferi species
- Clostridium tetani
- Cytomegalievirus
- Entamoeba histolytica
- Enterovirus species
- Mycoplasma species
- Parainfluenzavirus
- Parvovirus B19
- Pseudomonas aeruginosa mit erworbenen Carbapenemasen oder bei gleichzeitigem Vorliegen von phänotypischer Resistenz gegen Acylureido-Penicilline, Cephalosporine der dritten und vierten Generation, Carbapeneme und Fluorchinolone; Meldepflicht bei Infektion und Kolonisation
- Staphylococcus aureus, Methicillin-resistente Panton-Valentine-Leukozidin-Bildner; Meldepflicht bei Infektion oder Kolonisation
- Streptokokken der Gruppe B; Meldepflicht nur für den direkten Nachweis bei Schwangeren und Neugeborenen

##### Erweiterung der Meldepflicht für Krankheitserreger (namentlich)
- „Über § 7 Absatz 3 Satz 1 des Infektionsschutzgesetzes hinaus ist bei folgenden Krankheitserregern der direkte oder indirekte Nachweis dem zuständigen Gesundheitsamt namentlich zu melden, soweit der Nachweis auf eine akute oder konnatale Infektion hinweist:“
- Echinococcus species
- Toxoplasma gondii

##### Erweiterung der Meldepflicht für Krankheitserreger (nichtnamentlich)
„Über § 7 Absatz 3 Satz 1 des Infektionsschutzgesetzes hinaus ist bei den Krankheitserregern ‚Treponema pallidum‘ und ‚Chlamydia trachomatis‘ der direkte oder indirekte Nachweis dem zuständigen Gesundheitsamt nichtnamentlich zu melden, soweit der Nachweis auf eine akute Infektion hinweist.“

#### Sachsen-Anhalt
Im Recht Sachsen-Anhalts sind zusätzliche Meldepflichten in der Verordnung über die erweiterte Meldepflicht bei übertragbaren Krankheiten geregelt.
Folgende Krankheiten sind nach der Rechtsverordnung Sachsen-Anhalts namentlich meldepflichtig:
- der Verdacht auf und die Erkrankung an
  - Keratoconjunctivitis epidemica,
- die Erkrankung an und der Tod durch
  - Mumps,
  - Pertussis,
  - Röteln,
  - Virusmeningitis,
  - Varizellen (Windpocken), auch konnatale.

Die Nachweise folgender Erreger sind nach der Rechtsverordnung Sachsen-Anhalts (bis auf eine Ausnahme namentlich) meldepflichtig:
- Bordetella pertussis
- Borrelia burgdorferi (nichtnamentlich),
- Mumpsvirus
- Rötelnvirus,
- Streptococcus pneumoniae nur für den direkten Nachweis aus Blut, Liquor oder anderen sterilen Substraten,
- Varizellenvirus (Varizella-Zoster-Virus) auch im Zusammenhang mit konnatalen Infektionen.

#### Thüringen
In Thüringen sind zusätzliche Meldepflichten geregelt in der Thüringer Verordnung über die Anpassung der Meldepflicht für Infektionskrankheiten (Thüringer Infektionskrankheitenmeldeverordnung – ThürIfKrMVO -).
§ 1 ThürIfKrMVO Ausdehnung der Meldepflicht für übertragbare Krankheiten
Meldepflichtig sind danach bezüglich der Krankheiten
- mit namentlicher Meldepflicht die Erkrankung und der Tod an
  - Mumps,
  - Pertussis,
  - Röteln,
  - Scharlach,
  - chronischer Hepatitis B,
  - chronischer Hepatitis C,
  - übrige Formen der Meningitis/Encephalitis,
  - Borreliose,
  - Windpocken,
  - Keratoconjunctivitis epidemica;

- mit nichtnamentlicher Meldepflicht die Erkrankung und der Tod an
  - Gasbrand,
  - Tetanus;

- sowie „das gehäufte Auftreten gleichartiger Erkrankungen (ab fünf Erkrankungen innerhalb von 48 Stunden), bei denen eine gemeinsame Ursache vermutet wird, auch wenn der übertragbare Charakter der Erkrankung nicht offensichtlich ist“ (§ 1 Nr. 3 ThürIfKrMVO).

§ 2 ThürIfKrMVO Ausdehnung der Meldepflicht für Nachweise von Krankheitserregern
Zudem sind namentlich die Nachweise folgender Krankheitserreger zu melden
- Beta-hämolysierende Streptokokken der Gruppe A,
- Bordetella pertussis,
- Entamoeba histolytica,
- Hepatitis-B-Virus
- Hepatitis-C-Virus
- Mumpsvirus
- Rubellavirus
- übrige Erreger der Meningitis/Encephalitis
- Varicella-Zoster-Virus

### § 34 IfSG Gesundheitliche Anforderungen für Schulen und sonstige Gemeinschaftseinrichtungen

#### § 34 Abs. 1 – Verbot des Aufenthaltes und Arbeitens in Gemeinschaftseinrichtungen
In Gemeinschaftseinrichtungen wie Kindergärten, Schulen, Heimen oder Ferienlagern gilt nach § 34 Absatz 1 IfSG das Verbot bei Verdacht auf und Erkrankung an folgenden Infektionen
- Cholera
- Diphtherie
- Enteritis durch enterohämorrhagische Escherichia coli (EHEC)
- virusbedingtes hämorrhagisches Fieber
- Haemophilus influenzae Typ b-Meningitis
- Impetigo contagiosa (ansteckende Borkenflechte)
- Keuchhusten
- Läuse
- ansteckungsfähige Lungentuberkulose
- Masern
- Meningokokken-Infektion
- Mumps
- Paratyphus
- Pest
- Poliomyelitis
- Röteln
- Skabies (Krätze)
- Scharlach oder sonstige Streptococcus-pyogenes-Infektionen
- Shigellose
- Typhus abdominalis
- Hepatitis A oder Hepatitis E
- Windpocken

#### § 34 Abs. 2 – Zustimmung durch das Gesundheitsamt zum Aufenthalt in Gemeinschaftseinrichtungen
ist nach § 34 Absatz 2 IfSG notwendig für Ausscheider folgender Erreger
- Vibrio cholerae O 1 und O 139 (Erreger der Cholera)
- Toxinbildendes Corynebacterium diphtheriae (Erreger der Diphtherie)
- Salmonella paratyphi (Erreger des Paratyphus)
- Salmonella typhi (Erreger des Typhus)
- Shigella alle Spezies (Erreger der Shigellenruhr)
- Enterohämorrhagische-Escherichia-coli-Stämme (EHEC).

Ausscheider ist dabei, „eine Person, die Krankheitserreger ausscheidet und dadurch eine Ansteckungsquelle für die Allgemeinheit sein kann, ohne krank oder krankheitsverdächtig zu sein“ (§ 2 Nummer 6 IfSG).

#### § 34 Abs. 3 – Entsprechendes Verbot für Personen in Wohngemeinschaft mit Verdächtigen nach ärztlichem Urteil
Das oben genannte Verbot des Aufenthaltes und Arbeitens in Gemeinschaftseinrichtungen gilt nach § 34 Absatz 3 IfSG sinngemäß für Personen in Wohngemeinschaft mit Personen, bei denen ärztlichem Urteil eine Erkrankung an oder ein Verdacht auf für folgende Krankheiten besteht:
- Cholera
- Diphtherie
- Enteritis durch Enterohämorrhagische Escherichia coli (EHEC)
- virusbedingtes hämorrhagisches Fieber
- Haemophilus influenzae Typ b-Meningitis
- Hepatitis A
- Hepatitis E
- Masern
- Meningokokken-Infektion
- Mumps
- Paratyphus
- Pest
- Poliomyelitis
- Röteln
- Shigellose
- ansteckungsfähige Lungen-Tuberkulose
- Typhus abdominalis
- Windpocken

#### § 34 Abs. 6 – Benachrichtigungspflichten durch Leitung der Gemeinschaftseinrichtung
Nach § 34 Abs. 6 IfSG hat die Leitung der Gemeinschaftseinrichtung umfassende Benachrichtigungspflichten:
Dabei reichen schon Tatsachen, die sich auf die Sachverhalte nach den oben genannten Absätzen 1 bis 3 beziehen: „Werden Tatsachen bekannt, die das Vorliegen einer der in den Absätzen 1, 2 oder 3 aufgeführten Tatbestände annehmen lassen, so hat die Leitung der Gemeinschaftseinrichtung das Gesundheitsamt, in dessen Bezirk sich die Gemeinschaftseinrichtung befindet, unverzüglich zu benachrichtigen und krankheits- und personenbezogene Angaben zu machen.“
Nach dem Auffangtatbestand des nächsten Satzes gilt das auch für unbenannte Krankheiten bei mehreren Fällen: „Dies gilt auch beim Auftreten von zwei oder mehr gleichartigen, schwerwiegenden Erkrankungen, wenn als deren Ursache Krankheitserreger anzunehmen sind.“
Die Leitung hat nur dann keine Benachrichtigungspflicht, wenn ihr ein Nachweis über die Meldung durch den Arzt vorliegt (Satz 3).